# Gymnotus obscurus
Gymnotus obscurus är en fiskart som beskrevs av Crampton, Thorsen och Albert 2005. Gymnotus obscurus ingår i släktet Gymnotus och familjen Gymnotidae. Inga underarter finns listade i Catalogue of Life.